# 1948年美國聯盟龍頭決勝加賽
1948年美國聯盟龍頭決勝加賽是美國職棒大聯盟1948年賽季的一場決勝加賽，目的是為了從克里夫蘭印地安人隊和波士頓紅襪隊中決定誰是美聯龍頭。這場加賽舉行於1948年10月4日的波士頓芬威球場，其舉行原因是因為兩隊在正規賽季結束後，戰績都是96勝58敗並列美聯第一。這場加賽是美聯史上第一場決勝加賽，也是大聯盟實施分區制度前唯一的一場美聯決勝加賽。
印地安人隊最終以8比3擊敗紅襪隊，他們靠著第四局的四分大局加上整場只讓紅襪隊打出五支安打奠定勝基。印地安人隊晉級1948年世界大賽，並在那裡以四勝二敗的戰績擊敗波士頓勇士隊，拿下隊史第二座冠軍，同時也是至今最後的一座。在棒球統計中，這場決勝加賽將算做兩隊正規賽季的第155場比賽，所有在本場比賽的內容都會被算入正規賽季的統計中。

## 背景
1948年被認為是洋基隊與紅襪隊之間競爭不分伯仲的一年。根據合眾國際社季前的調查中顯示，大多數的體育記者都認為拿下前一年世界大賽冠軍的洋基隊會在美聯奪得龍頭，並在當年世界大賽迎戰國聯的勇士隊或是聖路易紅雀隊；而另一些人則認為是紅襪隊。所有的體育記者中只有一人認為印地安人隊能挺進到世界大賽。美聯大多數的總教練都認為美聯第一會是洋基隊，隨後是紅襪隊、印地安人隊及底特律老虎隊。球季開始兩個月後，球隊之間的緊張和信心就顯而易見了，當時洋基隊總教練巴基·哈里斯在他們以7比0大勝紅襪隊之後，便宣稱他們將拿下這季的美聯龍頭，雖然當時他們只是排名第二而已。
三隊間的龍頭之爭持續了一整季。9月25日，在打完147場比賽還剩七場正規季賽時，三隊的戰績以91勝56敗打平。又進行四場比賽後，印地安人隊領先了另外兩隊兩場勝差，這意味著洋基隊和紅襪隊都必須贏下各自在9月30日的比賽，才能保有繼續競爭龍頭之位的機會。結果兩隊都在比賽中勝出，成功在進入十月前追成只落後印地安人隊1.5場勝差。印地安人隊最後一個系列賽事與老虎隊的三連戰，而紅襪隊和洋基隊之間則有一個二連戰。
印地安人隊在10月1日以3比5輸掉了與老虎隊的第一戰，使得他們和另外兩隊的勝差縮小到一場。也因此人們開始討論三隊打平的可能性。10月2日，印地安人隊擊敗了老虎隊，確保了至少在龍頭之位打平的情勢，而紅襪隊則是以5比1擊敗了洋基隊，終結了洋基隊爭奪的希望，將龍頭之位鎖定為兩隊之爭。10月3日是賽季最後一天，這天紅襪隊在比賽中勝出而印地安人隊則吞敗，因此兩隊戰績也打平在96勝58敗，從而導致必須在隔天的波士頓進行一場決勝加賽。這場決勝加賽的主場優勢是透過前一周在芝加哥進行之擲硬幣所決定的。印地安人隊選擇派出菜鳥傑納·比爾登作為他們的先發投手，儘管比爾登當時只休息一個月，但教練團因他曾在本季兩度擊敗紅襪隊還是將他派上場；而紅襪隊則是派出丹尼·加爾豪斯先發，而不是本季曾三度從印地安人隊手中拿下勝投的梅爾·帕涅爾。

## 比賽概要
| 克里夫蘭印地安人隊 | 1 | 0 | 0 | 4 | 1 | 0 | 0 | 1 | 1 | 8 | 13 | 1 |
| 波士頓紅襪隊 | 1 | 0 | 0 | 0 | 0 | 2 | 0 | 0 | 0 | 3 | 5  | 1 |
| 勝投： 傑納·比爾登（20勝7敗） 敗投： 丹尼·加爾豪斯（8勝8敗） 全壘打： 印地安人隊：盧·布德羅 18（1局上，1分；5局上，1分）、肯·凱爾特納 31（4局上，3分） 紅襪隊：鮑比·多爾 27（6局下，2分） 觀眾人數： 33,957人 註解： 比賽時長2小時24分鐘 比賽總記錄 |   |   |   |   |   |   |   |   |   |   |    |   |

紅襪隊先發投手加爾豪斯開局時很快的讓戴爾·米切爾及阿利·克拉克先後出局，但接著美聯最有價值球員獎得主盧·布德羅就從他的手中敲出陽春全壘打，印地安人隊取得1比0領先。紅襪又抓到一個出局後結束該半局。一局下半輪到印地安人隊的投手比爾登登板，但他先被約翰尼·佩斯基擊出二壘安打，之後又被佛恩·史蒂芬斯打出一分打點一壘安打，雙方一局結束後戰成1比1平手。第二局印地安人隊只有肯·凱爾特納上壘，而紅襪隊同樣只有柏迪·泰貝茲一人上壘。第三局兩隊也很快地互相被對方投手演出三上三下。

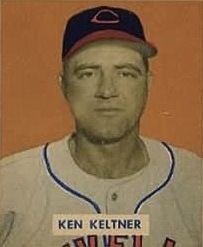
肯·凱爾特納

印地安人隊在第四局發起攻勢：布德羅與喬·高登接連擊出一壘安打後，輪到凱爾特納的打擊。紅襪隊預期他會採取短打戰術，然而這名三壘手卻擊出了本季第31發全壘打，拿下三分並率隊取得4比1領先。加爾豪斯隨後被換下，由艾利斯·金德接替投球。金德隨後又被賴瑞·多比打出二壘安打，並靠著兩位隊友的犧牲觸擊及滾地球回來得分，印地安人隊的領先擴大到5比1。比爾登在四局下半抓到三個出局數後，五局上半輪到印地安人隊的中心打線上場：雖然米切爾和代打克拉克的艾迪·羅賓森先後出局，但布德羅這局又擊出陽春全壘打，以單場雙響炮助隊擴大領先為6比1。
之後雙方在第五局就未能擊出任何安打，印地安人隊在六局上半雖有凱爾特納的二壘安打，但後三棒依然是無功而返。紅襪隊則是在六局下半展開反攻：一出局後泰德·威廉斯靠著高登的失誤上到一壘，雖然史蒂芬斯遭到三振，但鮑比·多爾擊出本季第27支全壘打將比數追成3比6。第七局，雖然印地安人隊的比爾登和米切爾曾一度攻占二三壘，但兩隊最終都仍未能在這局得分。八局上半，印地安人隊兩出局後，先前因故意保送上壘的吉姆·赫根攻佔一壘。下一棒比爾登打到威廉斯的左外野防區，但後者接球時卻彈了出來，讓赫根回來得分，印地安人隊7比3領先。九局上半印地安人隊無人出局滿壘時，凱爾特納雖然打出雙殺打，但三壘的羅賓森依然回來得分，印地安人隊再下一城。九局下半，比爾登成功抓到紅襪隊三個出局數，助隊以8比3擊敗紅襪隊，並以完投勝之姿結束比賽。

## 後續發展

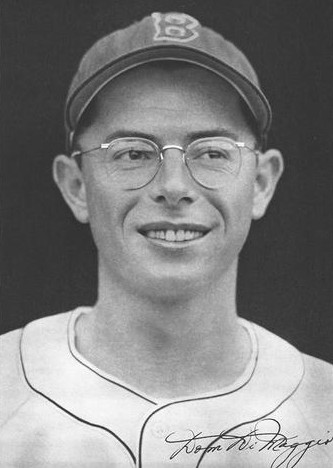
唐姆·迪馬喬

印地安人隊成功晉級自1920年以來首次的季後賽，他們的總教練盧·布德羅將這場勝利獻給上個月因大腦出血而倒下的投手：唐·布萊克。印地安人隊在世界大賽中面對到的是波士頓勇士隊，最終以四勝二敗的戰績奪得冠軍。另一方面，由於波士頓市長詹姆斯·邁克爾·柯利曾下令消防部門要在紅襪奪得美聯龍頭時響起警報聲，所以當警報聲因波士頓海軍造船廠失火而真的響起時，紅襪迷們起初還以為是真的奪冠，後來得知結果時失望不已。
紅襪隊這場挫敗讓波士頓的球迷相當失望，因為他們整季都期待波士頓內戰在世界大賽中上演。10月4日比賽前，oddsmakers給出的情勢是紅襪占優，這代表是有可能在世界大賽中上演波士頓內戰。紅襪隊之後也一直未能晉級季後賽，直到1967年，那年他們打到世界大賽才敗給了聖路易紅雀隊。
這場比賽在棒球統計中算做正規賽季的一場比賽，因此唐姆·迪馬喬和佛恩·史蒂芬斯在聯盟出賽榜上都以155場領先，其他非紅襪隊或印地安人隊的球員因無加賽而沒法達成該項紀錄。迪馬喬這場的四個打數也讓他在打數排行榜上以總數648個居冠，領先位居第二的鮑伯·迪林傑（聖路易棕人隊）有四個打數之差。戴爾·米切爾這場的那支一壘安打，也讓他在一壘安打排行榜上以一支之差贏過迪林傑。傑納·比爾登完投九局僅一分責失分的表現，讓他的防禦率降至2.43，成為當年的美聯防禦率王。布德羅本季通算成績為3成55的打擊率、116次得分、18發全壘打及106分打點，還在賽季結束時贏得美聯最有價值球員獎。

## 延伸閱讀
- Wancho, Joseph. . SABR.   [2020-10-04]. （原始内容存档于2020-11-29）.
- . Baseball-Reference.com.   [2021-01-25]. （原始内容存档于2020-12-18）.

## 外部連結
- MLB官方YouTube頻道上的影片：印地安人隊在決勝加賽中勝出，奪得1948年美聯龍頭（页面存档备份，存于）